# Tour della nazionale maschile di rugby a 15 dell'Italia 1997
Nel giugno 1997 venne intrapreso un tour in Zimbabwe; non fu una trasferta ufficiale per la Federazione Italiana Rugby, che impiegò una formazione "A", la seconda squadra nazionale.
Georges Coste, commissario tecnico della nazionale maggiore in carica, scelse Gianluca Guidi come capitano della rosa azzurra, costituita da giocatori già internazionali con l'Italia e non.
Furono in programma cinque incontri dal 18 giugno al 2 luglio: due test match contro lo Zimbabwe, intervallati da tre incontri con selezioni locali.
L'esordio contro i Goshawks, una selezione ad inviti sulla falsariga dei celebri Barbarians, fu vincente; la vittoria nel primo incontro illuse gli Azzurri, che nel test contro la nazionale zimbabwese, battuta pochi giorni prima dalla Scozia, subirono una pesante sconfitta per 39 a 52. Contro la modesta formazione della provincia di Harare giunse il secondo successo, in una la partita disturbata da problemi all'impianto d'illuminazione: sospesa al 36' del primo tempo, ripresa e terminata al 35' del secondo periodo.
Nel secondo match con i Sables ci fu il riscatto dell'Italia A, che si impose col punteggio di 41-27. La tournée si chiuse con una netta vittoria contro la selezione della regione del Matabeleland.

## Risultati

### Itest match
| Arbitro: | J. C. Meuwesen |

|                                                     |      |                                                                            |
| Trivella 17’, 38’ du Rand 12’ Jani 27’ Tsimba 80+6’ | mt   | 20’ Mazzariol 29’ Caione 39’ Piovan 41’ Mazzucato 46’ Barattin 55’ Raineri |
| Trivella 17’, 23’, 27’, 38’ Tsimba 80+6’            | tr   | 20’, 29’, 39’ Ravazzolo                                                    |
| Trivella 6’, 35’, 44’ Papenfus 67’                  | c.p. | 4’ Ravazzolo                                                               |

| Arbitro: | J. C. Meuwesen |

|                                         |      |                                                   |
| Trivella 30’ Dawson 40’ Tsimba 70’, 78’ | mt   | 6’ Ravazzolo 20’ Taddio 64’ Barattin 75’ Visentin |
| Tsimba 30’                              | tr   | 6’ Ravazzolo 64’ Taddio                           |
| Papenfus 46’                            | c.p. | 2’, 11’ Ravazzolo 32’, 80+3’ Taddio               |

### Gli altri incontri
| Arbitro: | Shadwel |

|                           |      |                                                                                 |
| tecnica 44’ Chidziva 75’  | mt   | 8’ Guidi 23’ Matrullo 38’, 73’ Mazzucato 41’ Rampazzo 77’ Raineri 80+1’ Sordini |
| Jordaan 44’, 75’          | tr   | 38’, 73’, 77’ Mazzariol                                                         |
| Jordaan 4’, 17’, 29’, 35’ | c.p. |                                                                                 |

| Arbitro: | Woodward |

|               |      |                                                                        |
|               | mt   | 2’ Mastrodomenico 11’ Rampazzo 34’, 73’ Salvan 41’ Taddio 58’ De Rossi |
|               | tr   | 41’, 58’, 73’ Taddio                                                   |
| Kuhn 25’, 52’ | c.p. |                                                                        |

| Arbitro: | Leoreche |

|                           |      |                                                   |
| Mujaji 25’                | mt   | 29’ Faliva 35’ Mazzariol 40’ Raineri 57’ Visentin |
| v.d. Merwe 25’            | tr   | 29’, 35’, 40’, 57’ Mazzariol                      |
| Cutler 23’ v.d. Merwe 70’ | c.p. | 73’ Dalla Nora                                    |